# Слободинский, Марк Яковлевич
Марк Яковлевич Слободинский (1913 — ?) — советский участник Великой Отечественной войны и французского Сопротивления.

## Биография
Родился в 1913 году в селе Дашковцы, ныне Винницкой области Украины.
На службу в РККА был призван в 1935 году Криворожским райвоенкоматом Днепропетровской области. Участвовал в боевых действиях на фронтах Великой Отечественной войны — старший лейтенант воздушно-десантной бригады 6-й армии Киевского военного округа. Попал в плен, был отправлен на север Франции в немецкий концлагерь. После побега из лагеря Марк Яковлевич участвовал в движении Сопротивления во Франции — был руководителем и политруком партизанских отрядов на севере Франции, которые действовали в районе городов Валансьен, Энен-Льетар, Бетюн, Сен-Поль, Фреван, Дуллан, Аррас, Бапон.
Был членом созданного в декабре 1943 года в Париже Центрального комитета советских военнопленных (ЦК СВ), куда также вошли бывшие военнопленные Василий Таскин и Иван Скрипай. По предложению Алексея Кочеткова Марк Яковлевич стал редактором газеты «Советский патриот» и секретарём ЦК СВ.
После окончания войны Марк Яковлевич Слободинский вернулся на родину, жил в Виннице.
Дальнейшая судьба неизвестна.